# アーカンソー・ポストの戦い
アーカンソー・ポストの戦い（アーカンソー・ポストのたたかい、英:Battle of Arkansas Post、またはハインドマン砦の戦い、英:Battle of Fort Hindman）は南北戦争のビックスバーグ方面作戦の一部として、1863年1月9日から11日にかけて、アーカンソー州アーカンザス川河口近くのアーカンソー・ポストで行われた戦闘である。

## 背景
南軍はアーカンザス川を守り、ミシシッピ川を航行する船舶を妨害するための基地として、パインブラフから45マイル (72 km) 下流のアーカンソー・ポスト近くに土盛りの砦を建設した。この砦はアーカンソー州のトマス・ハインドマン将軍に因んでハインドマン砦と名付けられた。そこには主にテキサス州の騎兵と、トマス・J・チャーチル准将の指揮する3個旅団のアーカンソー歩兵、合わせて約5,000名が駐屯した。
北軍ジョン・A・マクラーナンド少将は大望の有る政治家であり、エイブラハム・リンカーン大統領からは、テネシー州メンフィスからビックスバーグに対して軍団規模の攻勢をかける許可を得ており、軍事的栄光（さらには政治的得点）を期待していた。この作戦はテネシー軍指揮官ユリシーズ・グラント少将の作戦にとっては一致しないものだった。マクラーナンドはグラントの部下であるウィリアム・シャーマン少将にその軍団をマクラーナンドの軍団と合流するよう命じ、約33,000名となったこの2個軍団をミシシッピ軍と呼ばせた。マクラーナンドはリンカーンには告げていたその栄光を求めた動き（グラントや総司令官のヘンリー・ハレックに告げるような手間は取らなかった）を7月4日にビックスバーグへではなく、アーカンソー・ポストへ向けて水陸協働で開始した。

## 戦闘
7月9日夕刻にアーカンソー・ポスト近くで北軍の艦船が陸軍を上陸させ始め、陸軍は上流のハインドマン砦に向かって進軍を始めた。シャーマンの軍団は南軍の塹壕線を突破し、南軍は防御を施された砦と近くの射撃壕に撤退した。7月10日、海軍将官デイビッド・ディクソン・ポーターがその艦隊をハインドマン砦に向かわせそこを砲撃して日没と共に撤退した。7月11日に北軍の大砲が川の対岸から砦を砲撃し効果的に砦内の南軍大砲を沈黙させ、歩兵隊は攻撃の配置に付いた。北軍の鉄装甲艦が砦への砲撃を始め、ポーターの艦隊はその横を過ぎていかなる退却も遮る姿勢を示した。この包囲とマクラーナンド軍団による攻撃の結果、チャーチル将軍は如何なる犠牲を払ってでも砦を守れと命令されていたにも拘らず、その日の午後に降伏した。
この戦闘の結果、両軍合わせて6,547名の損失となった。北軍は戦死134名を含め1,047名となり、南軍は大半が降伏で5,500名となった。北軍の損失が大きかったし、この勝利はビックスバーグ占領には何も貢献せず、ミシシッピ川における北軍艦船の航行に対する障害をまた1つ取り除いただけだった。グラントはその方面作戦の全体戦略からは外れたマクラーナンドの行動に激怒し、マクラーナンドにミシシッピ川に戻ってくるように命じ、ミシシッピ軍を解体してビックスバーグ方面作戦を行う自らの指揮下に入れた。

## 北軍の戦力

### ミシシッピ軍: ジョン・A・マクラーナンド少将
第13軍団: ジョージ・W・モーガン准将

第1師団: アンドリューJ・スミス准将

- 第1旅団: スティーブン・G・バーブリッジ准将
- 第2旅団: ウィリアム・J・ランドラム大佐

第2師団: ピーター・J・オスターハウス准将

- 第1旅団: ライオネル・A・シェルドン大佐
- 第2旅団: ダニエル・W・リンゼー大佐
- 第3旅団: ジョン・F・デコーシー大佐

第15軍団: ウィリアム・シャーマン少将

第1師団: フレデリック・スティール准将

- 第1旅団: フランシス・プレストン・ブレア・ジュニア准将
- 第2旅団: チャールズ・E・ハービ准将
- 第3旅団: ジョン・ミルトン・セイヤー准将

第2師団: デイビッド・スチュアート准将

- 第1旅団: ジャイルズ・A・スミス大佐
- 第2旅団: トマス・K・スミス大佐

### 海軍: 海軍将官デイビッド・ディクソン・ポーター
50隻の輸送船と13隻の砲艦「ニューエラ」、「ブラックホーク」、「レキシントン」、「モナーク」、「グライド」、「ラトラー」他、および装甲艦「ルイヴィル」、「シンシナティ」と「バロン・デカルブ」

## 南軍の戦力
ハンドマン砦守備隊: トマス・J・チャーチル准将

第1旅団: ロバート・R・ガーランド大佐

第2旅団: ジェイムズ・デシュラー大佐

第3旅団: ジョン・W・ダニントン大佐